# Bluebell (Utah)
Bluebell es un lugar designado por el censo situado en el condado de Duchesne, Utah  (Estados Unidos). Según el censo de 2010 tenía una población de 293 habitantes.

## Demografía
Según el censo de 2010, Bluebell tenía una población en la que el 93,9% eran blancos; el 1,4% afroamericanos; el 0,3% eran indios americanos y nativos de Alaska; el 0,0% eran asiáticos; el 4,1% hawaianos y otros isleños del Pacífico; el 0,0% de otra raza, y el 0,3% a partir de dos o más razas. El 2,4% del total de la población eran hispanos o latinos de cualquier raza.